# New York Red Bulls 2017
 Questa voce raccoglie le informazioni riguardanti il New York Red Bulls nelle competizioni ufficiali della stagione 2017.

## Stagione
I New York Red Bulls terminano il campionato al 6º posto di Eastern Conference e al 9º nella classifica generale. Raggiungono la finale di U.S. Open Cup e i quarti di finale di CONCACAF Champions League, dove vengono eliminati rispettivamente da Sporting K.C. e Vancouver Whitecaps.

## Maglie e sponsor
| Casa | Trasferta |

## Rosa
| N. |                        | Ruolo | Calciatore      |
| -- | ---------------------- | ----- | --------------- |
| 3  | Ghana (bandiera)       | D     | Gideon Baah     |
| 4  | Stati Uniti (bandiera) | C     | Tyler Adams     |
| 5  | Stati Uniti (bandiera) | D     | Connor Lade     |
| 6  | Stati Uniti (bandiera) | C     | Dan Metzger     |
| 7  | Haiti (bandiera)       | C     | Derrick Etienne |
| 8  | Brasile (bandiera)     | C     | Felipe          |
| 10 | Norvegia (bandiera)    | A     | Muhamed Keita   |
| 13 | Stati Uniti (bandiera) | A     | Mike Grella     |
| 15 | Stati Uniti (bandiera) | C     | Salvatore Zizzo |
| 16 | Stati Uniti (bandiera) | C     | Sacha Kljestan  |
| 17 | Stati Uniti (bandiera) | C     | Arun Basuljevic |
| 18 | Stati Uniti (bandiera) | P     | Ryan Meara      |
| 19 | Stati Uniti (bandiera) | A     | Alex Muyl       |
| 22 | Stati Uniti (bandiera) | D     | Dilly Duka      |

| N. |                        | Ruolo | Calciatore              |
| -- | ---------------------- | ----- | ----------------------- |
| 24 | Stati Uniti (bandiera) | P     | Evan Louro              |
| 27 | Stati Uniti (bandiera) | C     | Sean Davis              |
| 29 | Panama (bandiera)      | D     | Fidel Escobar           |
| 30 | Argentina (bandiera)   | A     | Gonzalo Verón           |
| 31 | Stati Uniti (bandiera) | P     | Luis Robles             |
| 33 | Stati Uniti (bandiera) | D     | Aaron Long              |
| 47 | Camerun (bandiera)     | D     | Hassan Ndam             |
| 55 | Francia (bandiera)     | D     | Damien Perrinelle       |
| 62 | Panama (bandiera)      | D     | Michael Murillo         |
| 77 | Austria (bandiera)     | C     | Daniel Royer            |
| 78 | Francia (bandiera)     | D     | Aurélien Collin         |
| 88 | Francia (bandiera)     | C     | Vincent Bezecourt       |
| 92 | Giamaica (bandiera)    | D     | Kemar Lawrence          |
| 99 | Inghilterra (bandiera) | A     | Bradley Wright-Phillips |